# Volkswagen GX3
 (juillet 2025).
La Volkswagen GX3 est un concept-car inhabituel à trois roues présenté au Salon de l'automobile de Los Angeles en 2006.

## Description
La Volkswagen GX3 fait sa première apparition au Grand Salon de Los Angeles. Destinée spécifiquement pour le marché américains, elle est créée en collaboration avec le centre de design californien et dans le cadre du projet Moonraker (Project Moonraker) de Volkswagen situé à Malibu (Californie) dont Stefan Liske (ancien membre de BMW), en tant que directeur de la stratégie produit, a pour rôle d'analyser la baisse des ventes de la marque sur le marché américain et l'objectif de redéfinir la position et la culture du constructeur, dont c'est la première réalisation visible.
Sortie quelques mois après la Peugeot 20Cup, elle est considérée comme un concept inhabituel déjà développé par la marque avec le modèle « 1400 tricar » (1986), car elle est à trois roues et parfois considéré plus comme une appellation de motocyclette pour bénéficier d'avantages fiscaux au Royaume-Uni, qu'un concept-car tout en comportant une grande performance pour un coût projeté de seulement 17 000 $ US, soit 14 000 €,.
La GX3 utilise un moteur I4 1,6 l monté transversalement issu de la Volkswagen Lupo GTI pour un masse totale de 570 kg,. Utilisant une transmission manuelle à six vitesses, ce moteur donne à la GX3 une puissance de 125 ch (92 kW) à 6 500 tr/min et 152 N m de couple à 3 000 tr/min pour un rapport poids/puissance de 4,56 kg/ch. La GX3 peut passer de 0 à 100 km/h en 5,7 secondes et atteindre une vitesse maximale de 200 km/h (125 mi/h), tout en gardant une consommation très raisonnable de 5,1 l / 100 km,.
Le design de la GX3 est atypique, avec une suspension avant à double triangulation, un châssis en acier tubulaire et des panneaux de carrosserie laminés. Le design extérieur est unique en son genre : il s'agit d'un véhicule à deux places à trois roues. Sans toit, ni pare-brise, elle est principalement destinée aux environnements de beau temps, en tant que « voiture de week-end ». Le design de l'intérieur est très minimaliste et entièrement fonctionnel.
Des spéculations considérables ont eu lieu quant à la production possible de la GX3 sans qu'elle soit réalisée. Volkswagen alimente cela avec l'annonce que la production dépendrait de la réaction du public au concept. Cependant, malgré la réponse énergique et largement positive du public et le développement intensif du châssis par Lotus Cars pour une production éventuelle. Volkswagen conclu plus tard qu'il n'était pas capable de vendre la GX3 sans refondations coûteuses et complexes qui aliéneraient le marché cible de la marque et d'augmenter le prix initial annoncé. La société cite des problèmes de sécurité possibles qui peuvent entraîner des poursuites en responsabilité du fait du produit et décide que les problèmes juridiques rendent la production impossible,,.

## Galerie
- Présentation au Los Angeles Auto Show, le 12 janvier 2006.

Présentation au en, le 12 janvier 2006.
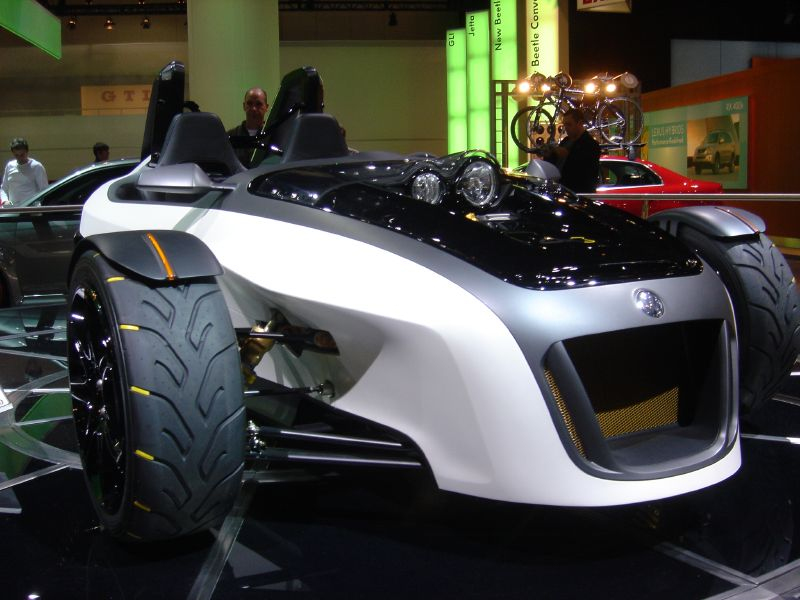
Vue de face avant droit.
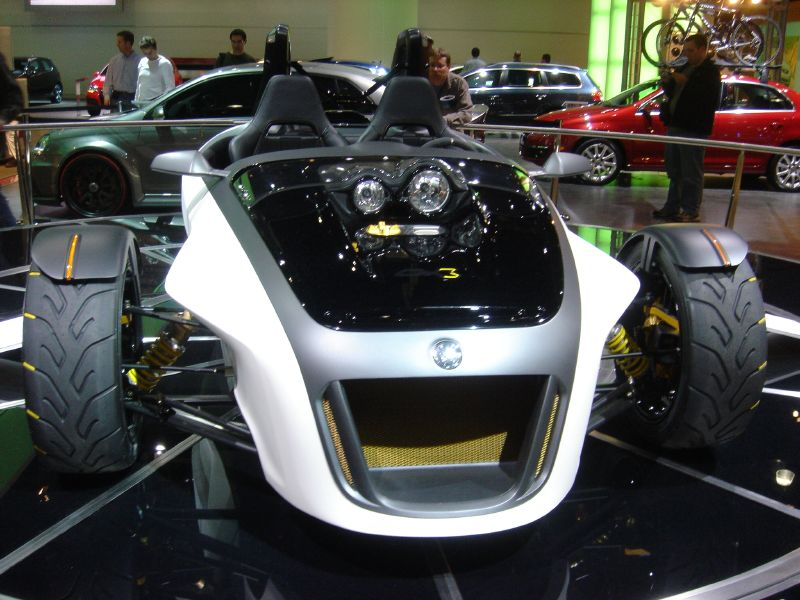
Vue de face avant excentré.
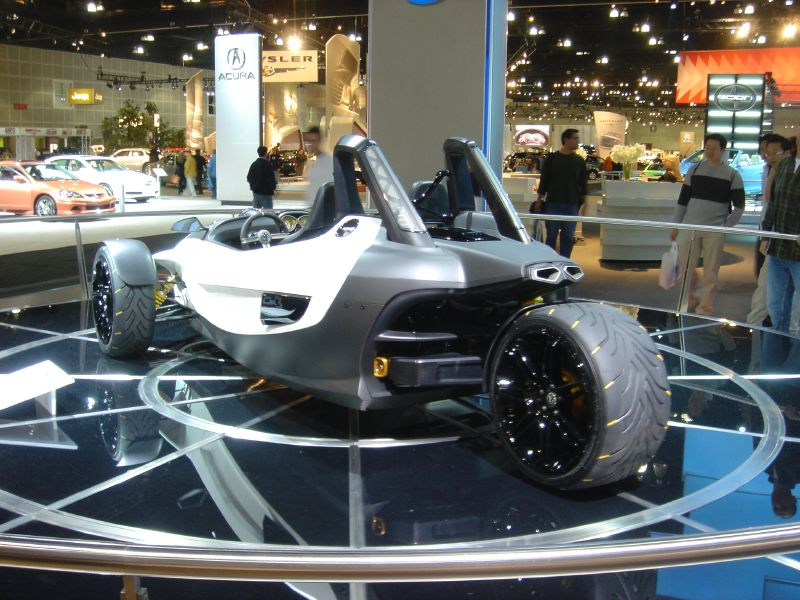
Vue arrière gauche.

## Comparatif de modèles
(Liste non exhaustive, éditée en 2023)

| kg/ch | Modèle                                | Année |
| ----- | ------------------------------------- | ----- |
| 4.521 | Subaru Forester XTI Concept           | 2008  |
| 4.533 | Mullen M11 Roadster                   | 2001  |
| 4.545 | Isatis BV6                            | 2001  |
| 4.559 | Sony Vision-S 02                      | 2022  |
| 4.565 | Covini (en) C36 Turbotronic           | 1998  |
| 4.570 | Subaru Impreza WRX STI Carbon Concept | 2009  |
| 4.583 | Pontiac Solstice GXP Coupé Concept    | 2008  |
| 4.585 | Abarth 1600 Coupé                     | 1969  |